# Шевченко Михайло Євгенович
Миха́йло Євге́нович Шевче́нко (1906 , Іллірія, Катеринославська губернія  — 1967 , Одеса ) — український радянський діяч, голова виконавчого комітету Ворошиловградської обласної ради депутатів трудящих (1940–1942). Депутат Верховної Ради УРСР 1-го скликання (1938–1947).

## Біографія
Народився 1906 року в бідній селянській родині в селі Іллірія, тепер Лутугинський район, Луганська область. У 1908 році померла мати, а в 1916 році — батько. З тринадцятирічного віку наймитував у заможних селян в селі Мала Юр'ївка на Донбасі.
До 1923 року працював вантажником на вантаженні вугілля шахти № 5, був чорноробом на будівництві Паркомунівської електростанції та на інших роботах.
У 1923–1925 роках — залізничний робітник транспортного цеху рудоуправління «Паризька комуна» на Донбасі.
З лютого 1925 по березень 1926 року — сортувальник листів при Алчевському районному відділі зв'язку.
З березня 1926 по 1929 рік — помічник машиніста, машиніст парового крану Алчевського (Ворошиловського) металургійного заводу на Донбасі.
Член ВКП(б) з 1928 року.
З 1929 по липень 1932 року — заступник начальника копрового цеху Ворошиловського металургійного заводу імені Ворошилова.
З 1932 року — парторг копрового цеху, парторг механічного цеху, секретар парткому мартенівського цеху, секретар парткому доменного цеху Ворошиловського металургійного заводу імені Ворошилова Донецької області.
У 1935 році — парторг транспортного цеху тресту «Ворошиловвугілля» Донецької області.
З вересня по грудень 1935 року навчався на Донецьких обласних курсах інструкторів райпарткомів. Без відриву від роботи закінчив вечірній дворічний комуністичний вуз (комвуз).
У січні 1936 — травні 1937 року — інструктор Ворошиловського міського комітету КП(б)У Донецької області.
У травні — грудні 1937 року — 2-й секретар, у грудні 1937 року — червні 1938 року — 1-й секретар Ворошиловського міського комітету КП(б)У Донецької області.
26 червня 1938 року був обраний депутатом Верховної Ради УРСР 1-го скликання від Ворошиловської сільської виборчої округи № 294 Ворошиловградської області.
У червні — серпні 1938 року — заступник голови Організаційного комітету Президії Верховної Ради Української РСР у Ворошиловградській області.
У серпні 1938 — січні 1940 року — голова Організаційного комітету Президії Верховної Ради Української РСР у Ворошиловградській області. 
7 січня 1940 — 1942 року — голова виконавчого комітету Ворошиловградської обласної ради депутатів трудящих.
З 1942 року — на відповідальній роботі в Раді Народних Комісарів Української РСР.
У вересні 1944 – після 1948 року — 2-й секретар Сумського міського комітету КП(б)У.
З 1961 року — персональний пенсіонер.
Помер 1967 року в Одесі.

## Нагороди
- орден Леніна (7.02.1939)
- орден Трудового Червоного Прапора (23.01.1948)
- медалі